# 拓跋提
拓跋 提（たくばつ てい、419年 - 455年）は、北魏の皇族。武昌王。道武帝の孫にあたる。

## 経歴
河南王拓跋曜の長男として生まれた。太武帝のとき、河南王位を嗣ぎ、潁川王に改封された。434年、柔然の郁久閭呉提の妹を太武帝の夫人として迎える使者をつとめた。436年、武昌王に改封された。使持節・鎮東大将軍・平原鎮都大将の位を受けた。447年、淮南王拓跋他とともに吐京の胡族を討ったが、屈服させることができなかった。山胡の曹僕渾が黄河を西に渡って朔方の胡族を召集すると、拓跋提は曹僕渾を討った。使持節・車騎大将軍・統万鎮都大将に転じた。455年2月、死去した。諡は成王といった。
子に拓跋平原があった。

## 伝記資料
- 『魏書』巻16 列伝第4
- 『北史』巻16 列伝第4